# Premier Amour (film, 1959)
Pour les articles homonymes, voir Primo amore et Premier Amour.
Pour plus de détails, voir Fiche technique et Distribution.
Premier Amour (Primo amore) est un film italien de Mario Camerini sorti en 1959.

## Synopsis
Les premières expériences collectives et sentimentales d'un groupe de lycéens romains. 

## Fiche technique
- Titre du film : Premier Amour
- Titre original : Primo amore
- Réalisation : Mario Camerini
- Assistant-réalisateur : Leo Pescarolo
- Scénario : Agenore Incrocci, Furio Scarpelli, Ettore Scola, Leo Benvenuti, Piero De Bernardi, M. Camerini
- Photographie : Tonino Delli Colli
- Montage : Giuliana Attenni
- Musique : Angelo Francesco Lavagnino
- Décors : Aldo Tomassini Barbarossa
- Producteur : Giorgio Agliani, Rodolphe Solmsen
- Société de production : CIRAC, Rizzoli Film
- Pays de production :  Italie
- Langue : Italien
- Genre : Comédie dramatique
- Format : Noir et blanc — 35 mm — 1,37:1 — Son : Mono
- Durée : 102 minutes (1 h 42)
- Dates de sortie : 
  - Italie : 4 février 1959

## Distribution
- Carla Gravina : Betty Hauptmann
- Lorella De Luca : Francesca
- Raf Mattioli : Piero
- Geronimo Meynier : Gigi Lojacono
- Christine Kaufmann : Silvia
- Luciano Marin : Marco
- Paola Quattrini : Andreina
- Marcello Paolini : Lello
- Nicolò De Guido : Enrico
- Catherine Boyle : Mme Luciana
- Luciana Angiolillo : Anna, la mère de Francesca
- Mario Carotenuto : Amaduzzi

## Autour du film
- Primo amore est le deuxième volet d'une trilogie consacrée à l'adolescence chez Mario Camerini ; les deux autres films étant Vacanze a Ischia (1957) et Via Margutta (1960). On pourra constater que Camerini n'est pas seul, à cette époque en Italie, puisque ses collègues Dino Risi et Alberto Lattuada évoquent eux aussi la jeunesse; l'un dans sa propre trilogie débutée avec Poveri ma belli en 1956, alors que l'autre observe la naissance du sentiment amoureux chez des adolescentes (Guendalina en 1957 et I dolci inganni en 1960).
- Carla Gravina, débutante au générique de Guendalina, tient ici son premier grand rôle : elle n'a que 17 ans. Elle retrouve Raf Mattioli (Giovani mariti de Bolognini), présent dans le film de Lattuada.
- On remarque aussi la collaboration des scénaristes Age et Scarpelli, grandes figures de la comédie à l'italienne, ainsi que celle d'Ettore Scola.
- Primo amore avait beaucoup plu au futur premier ministre démocrate-chrétien Giulio Andreotti, ancien sous-secrétaire délégué aux questions cinématographiques (1947-1953). Celui-ci lui adressa à Camerini une lettre de félicitations dans laquelle il écrivit ceci : « Vous avez su aborder d'une main légère des thèmes extrêmement délicats, en situant ainsi le récit à un niveau quasi poétique, sans pour autant perdre de vue l'attrait pour le public, ni le pouvoir de le distraire. »[1]